# Iastrubenka, Brusîliv
Iastrubenka (în ucraineană Яструбенька) este localitatea de reședință a comunei Iastrubenka din raionul Brusîliv, regiunea Jîtomîr, Ucraina.

## Demografie
Componența lingvistică a localității Iastrubenka
     Ucraineană (97,6%)
     Rusă (1,44%)
     Alte limbi (0,96%)
Conform recensământului din 2001, majoritatea populației localității Iastrubenka era vorbitoare de ucraineană (97,6%), existând în minoritate și vorbitori de rusă (1,44%).